# Lagopus leucura
El lagópodo coliblanco (Lagopus leucura) es una especie de ave galliforme de la familia Phasianidae propia de América del Norte.

## Distribución y hábitat
Se puede encontrar en las montañas del oeste de Estados Unidos y Canadá. Se extiende desde Alaska y el oeste de Canadá hasta el norte de Nuevo México. 
También se ha introducido en la Sierra Nevada de California, las montañas Wallowa en Oregón, y las montañas Uinta de Utah.  Es una especie de clima alpino, residente permanente en las montañas  altas por encima de la línea de vegetación arbórea.

## Subespecies
Se reconocen cinco subespecies de esta ave:
- Lagopus l. altipetens Osgood, 1901
- Lagopus l. leucura (Richardson, 1831)
- Lagopus l. peninsularis Chapman, 1902
- Lagopus l. rainierensis Taylor, 1920
- Lagopus l. saxatilis Cowan, 1939